# Andreas Wagner (Historiker)
Andreas Wagner (* 1964 in Dresden) ist ein deutscher Historiker. Er ist Leiter des Museums Grenzhus Schlagsdorf.

## Leben
Andreas Wagner wuchs in Dessau auf. An der Universität Leipzig studierte er von 1985 bis 1990 Marxismus-Leninismus und Geschichte (Abschluss Diplomlehrer). Bis 1993 absolvierte er ein Forschungsstudium Soziologie und Sozialgeschichte an der Universität Rostock, anschließend war er bis 1995 wissenschaftlicher Mitarbeiter der Ernst-Alban-Gesellschaft für Mecklenburgisch-Pommersche Wissenschafts- und Technikgeschichte e.V. Seine geschichtswissenschaftliche Promotion an der Universität Hamburg schloss er 1995 ab.

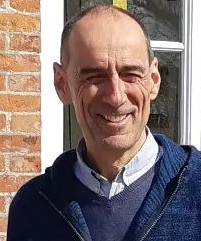
Andreas Wagner (2021)

Seit 1996 ist Wagner bei dem Schweriner Verein Politische Memoriale e. V. Mecklenburg-Vorpommern tätig, zunächst als wissenschaftlicher Mitarbeiter im Rahmen der Landesfachstelle für Gedenkstättenarbeit in Mecklenburg-Vorpommern, wo er für historisch-politische Bildungsarbeit in der außerschulischen Jugend- und Erwachsenenbildung zuständig war. Seit 2013 leitet er das von dem Verein getragene Museum Grenzhus Schlagsdorf an der früheren Grenze zwischen der Deutschen Demokratischen Republik und der Bundesrepublik Deutschland. Als Teil der musealen Infrastruktur Norddeutschlands zur Erinnerung an die vormalige innerdeutsche Grenze versteht sich das 1999 eröffnete Grenzhus als Informationszentrum in zweierlei Hinsicht: für die innerdeutsche Grenze mit besonderem Fokus auf den Opfern des DDR-Grenzregimes sowie für das Biosphärenband Schaalsee-Elbe. Geschichtslernen und Umweltbildung zählen zu den Kernzielen des Museums.
Wagner ist seit 2008 Mitglied im Sprecherrat der Arbeitsgemeinschaft Gedenkstätten Mecklenburg-Vorpommern. Zudem ist er langjähriges Redaktionsmitglied der Halbjahreszeitschrift „Zeitgeschichte regional. Mitteilungen aus Mecklenburg-Vorpommern“, die die Geschichtswerkstatt Rostock e. V. seit 1997 herausgibt. Wagner initiierte zusammen mit Martin Just die Bützower Häftlingstreffen, die seit 2003 regelmäßig organisiert werden.
Zu seinen Arbeits- und Forschungsschwerpunkten zählen der Wandel der Erinnerungskultur in Mecklenburg-Vorpommern, historisch-politische Bildungsarbeit, die ehemalige innerdeutsche Grenze sowie Geschichte des Strafvollzugs in Mecklenburg-Vorpommern und Biografieforschung.

## Veröffentlichungen (Auswahl)
- Arbeit und Arbeiterexistenz im Wandel. Zur Geschichte der Belegschaft der Rostocker Brauerei Mahn & Ohlerich 1878–1955, Donat: Bremen 1997 (zugleich Dissertation Universität Hamburg 1995), ISBN 3-931737-39-X.
- mit Wolf Karge und Hugo Rübesamen: Bestandsaufnahme politischer Memoriale in Mecklenburg-Vorpommern. Projektgruppe Gedenkstättenarbeit in Mecklenburg-Vorpommern/Politische Meomriale: Schwerin 1998, ISBN 3-933521-00-9,
- mit Wolfgang Klameth (Hrsg.): Gedenkstättenpädagogik in der Jugendarbeit. Neuer Hochschulschriftenverlag: Rostock 2000, ISBN 3-929544-05-9.
- „In Anklam aber empfängt mich die Hölle…“ Dokumentation zur Geschichte des Wehrmachtsgefängnisses Anklam 1940–1945, Delego-Verlag: Schwerin 2000, ISBN 3-933521-06-8.
- mit Henrik Bispinck und Damian van Melis: Nationalsozialismus in Mecklenburg und Vorpommern. Thomas-Helms-Verlag: Schwerin 2001, ISBN 3-931185-90-7.
- Das Jahr 1953 im regionalen Gedächtnis: Das Beispiel Mecklenburg-Vorpommern, in: Außerschulische Bildung, 1/2003: 17. Juni 1953 – Auseinandersetzung mit deutscher Geschichte, S. 56–61.
- mit Heidi Behrens (Hrsg.): Deutsche Teilung, Repression und Alltagsleben. Erinnerungsorte der DDR-Geschichte. Konzepte und Angebote zum historisch-politischen Lernen, Forum-Verlag: Leipzig 2004, ISBN 3-931801-31-4.
- Der Streit und die Geschichte der Heinkel-Flugzeugwerke in Rostock. Zum Verhältnis einer ostdeutschen Großstadt zu ihrer NS-Vergangenheit, in: Demokratische Geschichte. Jahrbuch für Schleswig-Holstein, Band 17 (2006), S. 235–250.
- (Red.): Politische Strafjustiz, 1945–1989. Der Gefängnisstandort Bützow als Gedenk- und Lernort, Friedrich-Ebert-Stiftung, Landesbüro Mecklenburg-Vorpommern: Schwerin 2008, ISBN 978-3-89892-958-5.
- DDR-Gefängnisse – das Beispiel Bützow, in: Thomas Ahbe u. a. (Hrsg.): Lernfeld DDR-Geschichte. Ein Handbuch für die politische Jugend- und Erwachsenenbildung. Wochenschau-Verlag: Schwalbach/Taunus 2009, ISBN 978-3-89974-456-9, S. 355–366.
- KZ-Außenlagerstandorte in Mecklenburg-Vorpommern. Wie weiter mit dem Netzwerk von Gedenkorten?, in: Michael Herms (Hrsg.): Zum Stand der Erforschung der regionalen NS-Geschichte in Mecklenburg-Vorpommern, Projekte-Verlag Cornelius: Halle 2011, ISBN 978-3-86237-550-9, S. 56–71.
- Gedenkstätten zur Gewaltgeschichte des 20. Jahrhunderts in Mecklenburg-Vorpommern, in: Landeszentrale für politische Bildung Mecklenburg-Vorpommern (Hrsg.): Gedenkstättenführer. Bildungsarbeit an historischen Orten zur Geschichte politischer Gewalt im 20. Jahrhundert in Mecklenburg-Vorpommern, Landeszentrale für politische Bildung Mecklenburg-Vorpommern: Schwerin 2013, ISBN 978-3-00-035469-4, S. 3–27.
- Vom Lebensraum zur Erinnerungslandschaft: die ehemalige innerdeutsche Grenze zwischen Schleswig-Holstein und Mecklenburg-Vorpommern. Überreste, Denkmale und fragmentierte Erinnerungspraktiken entlang der Trennlinie zwischen zwei Erinnerungskulturen, in: Janina Fuge, Rainer Hering, Harald Schmid (Hrsg.): Gedächtnisräume. Geschichtsbilder und Erinnerungskulturen in Norddeutschland, V&R unipress: Göttingen 2014, ISBN 978-3-8471-0243-4, S. 247–263.
- Von der innerdeutschen Grenze zur Erinnerungslandschaft, in: Aaron Jessen, Elmar Moldenhauer, Karsten Biermann (Hrsg.): Grenzen überwinden. Schleswig-Holstein, Dänemark & die DDR. Husum Druck- und Verlagsgesellschaft: Husum 2016, ISBN 978-3-89876-821-4, S. 343–355.
- mit Ulrich Baumann u. a. (Hrsg.): Das Wehrmachtsgefängnis Anklam 1939–1945. Landeszentrale für politische Bildung Mecklenburg-Vorpommern: Schwerin 2021, ISBN 978-3-948624-08-8.
- Der Hamburger Aufstand in der öffentlichen Erinnerung, in: Olaf Matthes, Ortwin Pelc (Hrsg.): Die bedrohte Stadtrepublik. Hamburg 1923, Wachholtz: Kiel, Hamburg 2023, ISBN 978-3-529-05084-8, S. 192–199.